# Liste von Persönlichkeiten der Stadt Amsterdam
Diese Liste umfasst – ohne Anspruch auf Vollständigkeit – in der Stadt Amsterdam geborene und mit einem Artikel in der deutschsprachigen Wikipedia vertretene Personen:

## A
- Bertus Aafjes (1914–1993), Schriftsteller
- Willem Jan Aalders (1870–1945), Theologe
- Hans Aarsman (* 1951), Fotograf und Autor
- Johannes van Aartsen (1909–1992), Politiker
- Nathan Abas (1896–1980), niederländisch-amerikanischer Violinist, Musikpädagoge und Dirigent
- Salomon Abas (1900–1943), niederländisch-jüdischer Violinist, Dirigent und Komponist
- Nabil Abidallah (* 1982), Fußballspieler
- Henriëtte Addicks (1853–1920), Malerin und Aquarellistin
- Wim Addicks (1896–1985), Fußballspieler
- Anna Admiraal (1652–1690), Schauspielerin
- Co Adriaanse (* 1947), Fußballtrainer
- Elisabeth Adriani-Hovy (1873–1957), Malerin
- Pieter Aertsen (um 1509 – 1575), Maler
- Shariz Ahmad (* 2003), Cricketspieler
- Jan Akkerman (* 1946), Musiker, Rock- und Jazz-Gitarrist
- Catharina Louisa Maria Alberdingk Thijm (1848–1908), Schriftstellerin
- Alardus von Amsterdam (1491–1544), humanistischer Gelehrter
- Willeke Alberti (* 1945), Sängerin und Fernsehschauspielerin
- Willy Alberti (1926–1985), Sänger
- Christina Albregt (1822–1867), Schauspielerin
- August Allebé (1838–1927), Maler
- Willeke van Ammelrooy (* 1944), Schauspielerin
- Prince Aning (* 2004), niederländisch-ghanaischer Fußballspieler
- Johan Albert Ankum (1930–2019), Rechtswissenschaftler und Historiker
- Annette Apon (* 1949), Regisseurin und Drehbuchautorin
- Karel Appel (1921–2006), Maler und Mitgründer der Malergruppe CoBrA
- Ben d’Armagnac (1940–1978), Performancekünstler belgischer Herkunft
- Helena Arondeus (1772–1814), Schauspielerin
- Johanna Elisabeth Arondeus (1775–18228), Schauspielerin
- Bob van Asperen (* 1947), Cembalist, Organist und Dirigent
- Henriëtte Asscher (1858–1933), Malerin
- Abraham Asscher (1880–1950), Unternehmer, Zionist, Politiker und Vorsitzender des Judenrats Amsterdam
- Lodewijk Asscher (* 1974), Rechtswissenschaftler und Politiker
- Tobias Asser (1838–1913), Jurist und Politiker
- Leonore Auerbach (* 1933), deutsche Politikerin
- Hendrick Avercamp (1585–1634), Maler

## B
- Tine Baanders (1890–1971), Grafikdesignerin
- Ryan Babel (* 1986), Fußballspieler
- Irfan Bachdim (* 1988), indonesisch-niederländischer Fußballspieler
- Adriaen Backer (1635–1684), Maler
- Catharina Backer (1689–1766), Malerin
- Suzanna van Baerle (1599–1637), niederländische Schönheit
- Josephine Baerveldt-Haver (1868–1945), Feministin
- Billy Bakker (* 1988), Hockeyspieler
- Egbert Jan Bakker (* 1958), Altphilologe
- Frans Balvert (* 1940), Radrennfahrer
- Theo Bamberg (1875–1963), niederländisch-US-amerikanischer Zauberkünstler Okito
- Frans Banning Cocq (1605–1655), Bürgermeister Amsterdams, Kapitän in Rembrandts Gemälde Die Nachtwache
- Adnan Barakat (* 1982), niederländisch-marokkanischer Fußballspieler
- Dirck Barendsz (1534–1592), Maler
- Jo Bauer-Stumpff (1873–1964), Malerin und Zeichnerin
- Rob Bauer (* 1962), Admiral
- Felix Baumann (* 2005), Volleyballspieler
- Betty Bausch-Polak (1919–2024), Holocaust-Überlebende und Zeitzeugin
- Constantia Arnolda Balwé (1863–1954), Malerin
- Toos Bax (* 1947), Hockeyspielerin
- Carl Heinrich Becker (1876–1933), deutscher Politiker
- Sheraldo Becker (* 1995), surinamischer Fußballspieler
- Sacha van Beek-Gerdes (1921–2002), bildende Künstlerin
- Dick Been (1914–1978), Fußballspieler
- Jan de Beer (um 1490–1542), Maler
- Rie Beisenherz (1901–1992), niederländische Schwimmerin und Wasserballspielerin
- Helen van der Ben (* 1964), Hockeyspielerin
- Ernst Berg (* 1947), Unternehmer und Autorennfahrer
- Ans van den Berg (1873–1942), Malerin und Zeichnerin
- Ernst van den Berg (1915–1989), Hockeyspieler
- Gert van den Berg (1903–?), Radrennfahrer
- Luciano van den Berg (1984–2005), Fußballspieler
- Nick van den Berg (* 1980), Poolbillardspieler
- Bram ten Berge (* 1986), Tennisspieler
- Barbara van Bergen (* 1978), Rollstuhlbasketballspielerin und Para-Alpin-Skifahrerin
- Anna Amalia Bergendahl (1827–1899), Autorin, Verlegerin, Philanthropin und Abolitionistin
- Christiaan Berger (1911–1965), Leichtathlet, Sprinter
- Dennis Bergkamp (* 1969), Fußballspieler
- Vera Bergkamp (* 1971), Politikerin
- Steven Bergwijn (* 1997), Fußballspieler
- Lobke Berkhout (* 1980), Seglerin
- Hendrik Petrus Berlage (1896–1968), Astronom, Geophysiker und Meteorologe
- Anton Berlijn (1817–1870), Komponist
- Dion Beukeboom (* 1989), Radsportler
- Coenraad van Beuningen (1622–1693), Diplomat und Amsterdamer Regent
- Charlotte van Beuningen-Fentener van Vlissingen (1880–1976), Philanthropin und Helferin für die Gefangenen im Lager Vught
- Bernard van Beurden (1933–2016), Komponist und Musiker
- Jan van Beveren (1948–2011), Fußballtorhüter
- Michel Bezuijen (* 1966), Politiker
- Margaretha Rosina Henriëtta Bia (1818–1873), Tänzerin
- Maria Francisca Bia (1808–1889), Schauspielerin
- Andries Bicker (1586–1652), Regent und Bürgermeister von Amsterdam, Präsident der Niederländischen Ostindien-Kompanie, Mitglied der niederländischen Generalstände
- Cornelis Bicker (1592–1654), Kommissar, Mitglied des Gemeinderates und regierender Bürgermeister von Amsterdam, General der Streitkräfte, Präsident der Niederländischen Ostindien-Kompanie
- Johan Bicker (1591–1653), Amsterdamer Regent
- Gerard Bicker (I) van Swieten (1632–1716), Aristokrat und Beamter
- Pieter Pietersz Bicker (1522–1585), Bierbrauer und Politiker
- Wendela Bicker (1635–1668), Ehefrau von Johan de Witt
- Arie Bieshaar (1899–1965), Fußballspieler
- Hendrik Bijleveld (1885–1954), Rechtsanwalt und Politiker
- Bep Bijtelaar (1898–1978), Zeichnerin und Kirchenarchivarin
- Maria Philippina Bilders-van Bosse (1837–1900), Landschaftsmalerin
- Jan de Bisschop (1628–1671), Grafiker und Rechtsanwalt
- Aisata Blackman (* 1979), Musicaldarstellerin und Tänzerin
- Ben Blaisse (1911–2006), Eisschnellläufer
- Michael Bleekemolen (* 1949), Autorennfahrer
- Cor Blekemolen (1894–1972), Radsportler
- Frédéric Marie Blessing (1886–1962), Ordensgeistlicher, Apostolischer Vikar von Bondo
- Maurice Blik (* 1939), niederländisch-britischer Bildhauer
- Daley Blind (* 1990), Fußballspieler
- Johannes Bloemen (1864–1939), Schwimmer
- Arnoldus Bloemers (1785–1844), Blumenmaler
- Jan Blokker (1927–2010), Schriftsteller und Journalist
- Gijs Blom (* 1997), Schauspieler und Regisseur
- Otto Blom (1887–1972), Tennisspieler
- Abraham Blooteling (1640–1690), Kupferstecher
- Jon Bluming (1933–2018), Meister der traditionellen japanischen Kampfkünste (Budo)
- Myron Boadu (* 2001), Fußballspieler
- Willem Bodeman (1806–1880), Landschaftsmaler
- Nelly Bodenheim (1874–1951), Zeichnerin und Lithografin
- Kees Boeke (* 1950), Komponist, Gambist und Blockflötist
- Meindert Boekel (1915–1989), Komponist und Dirigent
- Hans Boekman (1896–1978), Fußballschiedsrichter und Filmproduzent
- Erik-Jan De Boer (* 1967), Filmtechniker, Oscarpreisträger
- Laura de Boer (* 1983), Schauspielerin
- Lodewijk de Boer (1937–2004), Theatermacher, Komponist und Bratschist
- Margreeth de Boer (* 1939), Politikerin
- Gé Bohlander (1895–1940), Wasserballspieler
- Mia Boissevain (1878–1959), Zoologin und Frauenrechtlerin
- Mies Boissevain-van Lennep (1896–1965), Frauenrechtlerin und Widerstandskämpferin
- Ursul Philip Boissevain (1855–1930), Althistoriker
- Gerrit Bol (1906–1989), Mathematiker
- Harmen van Bol’es (1689–1764), Baumeister
- Frits Bolkestein (1933–2025), Politiker
- Hendrik Bolkestein (1877–1942), Althistoriker
- Elias Pieter van Bommel (1819–1890), Maler
- Andreas Bonn (1738–1817), Mediziner, Anatom und Chirurg
- Solomon Bonnah (* 2003), Fußballspieler
- Johanna Bontekoning (1721–1789), Stifterin
- Corrie ten Boom (1892–1983), rettete viele Juden vor dem Holocaust und setzte sich für Versöhnung ein
- Deborah Bor (1724–1775), niederländische Schauspielerin
- Elizabeth Bor (1705–1767), Schauspielerin
- Peter Bording (* 1965), Opernsänger
- Arno Bornkamp (* 1959), Saxophonist und Musikpädagoge
- Johanna Borski (1764–1846), Bankierin und Fondsmanagerin
- Anthonie van Borssom (1630/31–1677), Maler und Zeichner
- Alida van den Bos (1902–2003), Turnerin
- Etienne Bosch (1863–1933), Maler, Radierer und Lithograf
- Jeltje de Bosch Kemper (1836–1916), Aktivistin für Frauenrechte und Mitbegründerin des Allgemeinen niederländischen Frauenvereins „Tesselschade“
- Gijs Bosch Reitz (1860–1938), Maler
- Carlo Boszhard (* 1969), Fernsehmoderator und Musicaldarsteller
- Lambertus Johannes Bot (1897–1988), Autor, Antimilitarist und Anarchist
- Frits Boterman (1948–2024), Historiker
- Cornelia Bouhon (1757–1823), Tänzerin, Sängerin und Schauspielerin
- Raphael Bouju (* 2002), Sprinter
- Jan Bouman (1706–1776), deutscher Baumeister
- William Bouter (1895–1970), römisch-katholischer Ordensgeistlicher, Bischof von Nellore
- Henk Bouwman (1926–1995), Hockeyspieler
- Mies Bouwman (1929–2018), Fernsehmoderatorin
- Mohammed Bouyeri (* 1978), Mörder von Theo van Gogh
- Karin Boven (* 1963), Kulturanthropologin und Diplomatin
- Jayden Braaf (* 2002), niederländisch-surinamischer Fußballspieler
- Jan Brand (1909–1969), Hockeyspieler
- Lode Frank Brakel (1940–1981), Sprachwissenschaftler, Hochschullehrer
- Eugène Brands (1913–2002), Maler
- Jacob Brandsma (1898–1976), Ruderer
- Johannes Brandsma (1900–1973), Ruderer
- Beatrice Braun-Fock (1898–1973), niederländisch-deutsche Zeichnerin und Buchillustratorin
- Gerbrand Bredero (1585–1618), Schriftsteller
- Carl August Breitenstein (1864–1921), Landschaftsmaler und Grafiker
- Willem Breuker (1944–2010), Jazz-Klarinettist, Saxofonist, Komponist und Bandleader
- Willem Briedé (1903–1962), Kollaborateur während des Zweiten Weltkriegs
- Herman A. G. Brijder (* 1945), Klassischer Archäologe
- Ben Bril (1912–2003), Boxer und Überlebender des Holocaust
- Alijda Brink (1911–2002), Malerin und Bildhauerin
- Johanna Brinkhuijsen (1682–1717), Schauspielerin
- Brian Brobbey (* 2002), Fußballspieler
- Adriënne Broeckman-Klinkhamer (1876–1976), Malerin und Zeichnerin
- Ado Broodboom (1922–2019), Jazzmusiker und Jazztrompeter
- Bernardus Brouwer (1881–1949), Neurologe und Hochschullehrer
- Frans Brüggen (1934–2014), Dirigent und Flötist
- Jordy Bruijn (* 1996), Fußballspieler
- Sophia Adriana de Bruijn (1816–1890), Kunstsammlerin und Museumsgründerin
- Johanna Bruyn (1722–1782), Malerin und Geschäftsfrau
- Maria Elisabeth de Bruyn (1752–nach 1790), Schauspielerin, Sängerin und Tänzerin
- Soja Bucharowa (1876–1941), russische bzw. sowjetische Dichterin, Übersetzerin und Literaturkritikerin
- Delano Burgzorg (* 1998), Fußballspieler
- Johan Burk (1887–?), Ruderer
- Ellen Burka (1921–2016), kanadisch-niederländische Eiskunstläuferin und -trainerin
- Pieter Burman der Jüngere (1713–1778), Philologe
- Mandy Burrekers (* 1988), Handballspielerin
- Ann Burton (1933–1989), Jazzsängerin
- Ton Buunk (* 1952), Wasserballspieler

## C
- Elise van Calcar (1822–1904), Schriftstellerin, Pädagogin, Feministin
- Michel Herman van Campen (1874–1942), Schriftsteller und Literaturkritiker
- Cora Canne Meijer (1929–2020), Opernsängerin
- Charlene de Carvalho-Heineken (* 1954), Unternehmerin
- Christina Chalon (1749–1808), Malerin
- Haesje Claes (1475–1544), Stifterin
- Pelle Clement (* 1996), Fußballspieler
- Willem de Clercq (1795–1844), Schriftsteller
- Agnes Maria Clifford (1739–1828), Herstellerin von Puppenhäusern
- Pieter Cloeck (1589–1667), Patrizier und Advokat
- Fré Cohen (1903–1943), Grafikerin, Malerin, Zeichnerin, Illustratorin und Holzschneiderin
- Reine Colaço Osorio-Swaab (1881–1971), Komponistin
- Darja Collin (1902–1967), niederländisch-italienische Tänzerin
- Denzel Comenentia (* 1995), Leichtathlet
- Constant (1920–2005), Maler und Bildhauer
- Thera Coppens (* 1947), Journalistin und Autorin
- Tom Cordes (* 1966), Radrennfahrer, Weltmeister
- Rita Corita (1917–1998), Akkordeonistin, Sängerin, Schauspielerin
- Henk Cornelisse (* 1940), Radrennfahrer
- George Cortlever (1885–1972), Schwimmer und Wasserballspieler
- Jacobus Cornelis Wijnandus Cossaar (1874–1966), Aquarellist, Architekturmaler und Zeichner
- Dirk Coster (1889–1950), Physiker
- Samuel Coster (1579–1665), Dramaturg und Arzt
- Harry Cox (1923–2009), belgischer Pianist und Komponist
- Ben Cramer (eigentlich: Bernardus Kramer, * 1947), Schlagersänger und Musicaldarsteller
- Jacqueline Cramer (* 1951), Umweltwissenschaftlerin, Politikerin, Ministerin
- Pieter Cramer (1721–1776), Kaufmann und Entomologe
- Robert Cramer (* 1954), Schweizer Politiker
- Leo Cremer (1911–1989), Maler, Zeichner und Restaurator
- Ted Cremer (1902–1979), Steuermann im Rudern
- Marie Cremers (1874–1960), Malerin, Zeichnerin
- Donny Crevels (* 1974), Autorennfahrer
- Susanna de la Croix (1755–1789), Malerin und Zeichnerin
- Bernardus Croon (1886–1960), Ruderer
- Estelle Cruijff (* 1978), Schauspielerin, Moderatorin, Designerin und Model
- Paul Josef Crutzen (1933–2021), Meteorologe, Nobelpreisträger
- Johan Cruyff (1947–2016), Fußballspieler
- Tiago Çukur (* 2002), niederländisch-türkischer Fußballspieler

## D
- Maria Jacoba Daemen (1658–1733), Salzhändlerin
- Willem Frans Daems (1911–1994), Pharmazeut, Pharmaziehistoriker und Anthroposoph
- Nicolette van Dam (* 1984), Schauspielerin
- Charles Dankmeijer (1861–1923), Landschaftsmaler und Radierer
- Hendrik Adriaan Christiaan Dekker (1836–1905), Maler sowie Zeichner, Lithograf und Radierer
- Marc Delissen (* 1965), Hockeyspieler
- Johan Dankmeijer (1907–1973), Anatom
- Margaretha Cornelia Dedel (1799–1852), Wohltäterin
- Defkhan (* 1982), deutsch-türkischer Rapper
- Eduard Douwes Dekker (1820–1887), Schriftsteller (Pseudonym Multatuli)
- Louis Dekker (1894–1973), Steuermann im Rudern
- Roxy Dekker (* 2005), Popsängerin und TikTokerin
- Henri Deterding (1866–1939), Industrieller
- Boy Deul (* 1987), Fußballspieler
- Cristina Deutekom (1931–2014), Opernsängerin
- Agneta Deutz (1633–1692), Stifterin eines Hofjes
- Jean Deutz (1618–1673), Händler und Bankier
- Frédéric Devreese (1929–2020), belgischer Komponist und Dirigent
- Lien Deyers, eigentlich Nicolina Dijjers Spanier (1909–1982), Schauspielerin
- Piet Dickentman (1879–1950), Radsportler
- Alphons Diepenbrock (1862–1921), Komponist
- Cees Jan Diepeveen (* 1956), Hockeyspieler
- Ans van Dijk (1905–1948), Kollaborateurin
- Louis van Dijk (1941–2020), Pianist
- Wieke Dijkstra (* 1984), Hockeyspieler
- Loek Dikker (* 1944), Filmmusikkomponist und Jazzmusiker
- Javairô Dilrosun (* 1998), Fußballspieler
- Herman Dirk van Dodeweerd, gen. Armando (1929–2018), Künstler
- Hendrik Doeff (1777–1835), Leiter der niederländischen Station Dejima in Nagasaki, Japan
- Bram de Does (1934–2015), Schriftentwerfer, Typograf und Buchgestalter
- Luciano Dompig (* 1987), Fußballspieler
- Karsu Dönmez (* 1990), niederländisch-türkische Sängerin, Pianistin und Songwriterin
- Arnold Dooyeweerd (* 1946), Jazz- und Improvisationsmusiker
- Simon van Dorp (* 1997), Ruderer
- Steve van Dorpel (1965–1989), Fußballspieler
- Renate Dorrestein (1954–2018), Autorin, Journalistin und Feministin
- Anita Doth (* 1971), Sängerin
- Terrence Douglas (* 2001), Fußballspieler
- Pia Douwes (* 1964), Musicaldarstellerin
- Theo Doyer (1950–2010), Hockeyspieler
- Diamanda La Berge Dramm (* 1991), Musikerin
- Willem Drees (1886–1988), Politiker
- Samuel Dresden (1914–2002), Romanist und Literaturwissenschaftler
- Dana van Dreven (* 1974), in den Niederlanden als Lady Dana bekannte DJ
- Gerard Drieman (1915–1980), Komponist Neuer Musik
- Louis Drouet (1792–1873), Flötist und Komponist
- Pierre Louis Dubourcq (1815–1873), Landschaftsmaler, Lithograf und Radierer
- Willem Marinus Dudok (1884–1974), Architekt aus den Niederlanden
- Simon Duiker (1874–1941), Genremaler
- Hendrina Duim (um 1707–1730), Schauspielerin
- Maria Duim (um 1712–1781), Schauspielerin
- Theo van Duivenbode (* 1943), Fußballspieler
- Candy Dulfer (* 1969), Saxophonistin und Jazz-Musikerin
- Hans Dulfer (* 1940), Jazz-Musiker
- Pieter Dupont (1870–1911), Kupferstecher, Radierer, Zeichner und Maler
- Frans Duwaer (1911–1944), Widerstandskämpfer
- Willem Cornelisz. Duyster (1599–1635), Maler
- Willemijn Duyster (* 1970), Hockeyspielerin

## E
- Adriana Eeckhout (um 1650–nach 1722), Schauspielerin
- Anna Maria Ebeling (1767–1812), Zeichnerin und Kunstsammlerin
- Boy Edgar (1915–1980), Jazz-Trompeter, Jazz-Pianist, Bandleader und Arzt
- Gerbrand van den Eeckhout (1621–1674), Maler
- Esmée van Eeghen (1918–1944), Widerstandskämpferin
- Bartholomeus Eggers (um 1637–1692), Bildhauer
- Willem Hendrik Eickelberg (1845–1920), Maler und Lithograph
- Jacob Samuel Cohen Elion (1840–1893), Graphiker, Maler und Medailleur
- Christina Maria Elliger (1731–1802), Malerin
- Ferdi Elmas (* 1985), niederländisch-türkischer Fußballspieler
- Elisabeth van Elten (1784–1865), Schauspielerin
- Urby Emanuelson (* 1986), Fußballspieler
- Fritz van Emden (1898–1958), deutsch-britischer Entomologe
- Caro Emerald (* 1981), Pop- und Jazzsängerin
- Joop van den Ende (* 1942), Musical-, Theater- und Filmproduzent
- Willem Jodocus Mattheus Engelberts (1809–1887), Genremaler, Radierer und Kunsthändler
- Wilhelmina Engelman (1834–1902), Schauspielerin
- Simon Episcopius (1583–1643), Theologe
- Jan Willem van Erven Dorens (* 1934), Hockeyspieler
- Rudolf Escher (1912–1980), Komponist und Musiktheoretiker
- Carel Claudius van Essen (1899–1963), Archäologe
- Jac van Essen (1908–1989), Philosoph und Psychologe
- Johannes Cornelis van Essen (1854–1936), Tiermaler, Grafiker, Illustrator, Radierer und Lithograf
- Max Euwe (1901–1981), Schachspieler und der 5. Schachweltmeister
- Milan van Ewijk (* 2000), Fußballspieler

## F
- Henk Faanhof (1922–2015), Radrennfahrer
- Ina van Faassen (1928–2011), Schauspielerin und Kabarettistin
- Iet van Feggelen (1921–2012), Schwimmerin
- Ruud van Feggelen (1924–2002), Wasserballspieler
- Walter Feilchenfeldt junior (* 1939), Schweizer Kunsthändler, Sammler und Kunstforscher
- Dieuwke Fetter (* 1991), Ruderin
- Kian Fitz-Jim (* 2003), Fußballspieler
- Zian Flemming (* 1998), Fußballspieler
- Catharina Fokke (1727–1793), Schauspielerin
- Cornelia van Fornenbergh (1655–nach 1709), Schauspielerin
- Dirk Fortuin (1901–1986), Ruderer
- Timothy Fosu-Mensah (* 1998), Fußballspieler
- Rolf Franke (* 1967), Basketballspieler und -trainer
- Henri Frankfort (1897–1954), Archäologe, Altorientalist, Ägyptologe und Hochschullehrer
- Anna de Frey (1768–1808), Zeichnerin, Kopistin und Malerin
- Nelly Frijda (* 1936), Schauspielerin und Politikerin
- Jeremie Frimpong (* 2000), Fußballspieler
- René Froger (* 1960), Sänger

## G
- Louis van Gaal (* 1951), Fußballspieler und Fußballtrainer
- Wilhelm Friedrich de Gaay Fortman (1911–1997), Politiker, ehemaliger Innenminister der Niederlande
- Paul Gabriël (1828–1903), Maler und Bildhauer
- Nina Gantz (* 1987), Filmregisseurin und Drehbuchautorin
- Salomon Garf (1879–1943), Maler und Grafiker
- Coenraad Garms (1863–1944), Maler, Radierer und Zeichner
- Martin Garrix (* 1996), DJ und Musikproduzent
- Jacob Geel (1789–1862), Altphilologe und Bibliothekar
- Han van Gelder (1923–2012), Filmemacher und Comic-Zeichner
- Anna Elisabeth Geelvinck (1702–1757), Stifterin
- Melle van Gemerden (* 1979), Tennisspieler
- Sander Germanus (* 1972), Saxophonist und Komponist
- Tygo Gernandt (* 1974), Schauspieler
- Anton Gerrits (1885–1969), Radrennfahrer
- Mees Gerritsen (* 1939), Radrennfahrer
- Peter van Gestel (1937–2019), Schauspieler, Autor und Schriftsteller
- Jonas de Geus (* 1998), Hockeyspieler
- Madiea Ghafoor (* 1992), Sprinterin
- Cornelia Ghijben (1733–1790?), Schauspielerin
- Maria Elisabeth Ghijben (1732–1800), Schauspielerin
- Maria Sophia Petronella van Gijtenbeek (1848–1928/29), Tänzerin, Sängerin und Schauspielerin
- Anna Gildemeester (1867–1945), Malerin
- Sandy van Ginkel (1920–2009), niederländisch-kanadischer Stadtplaner, Architekt und Bildhauer
- Diana Glauber (1650–nach 1721), Porträt- und Historienmalerin zur Zeit des Goldenen Zeitalters
- Frans Göbel (* 1959), Ruderer, zweimaliger Weltmeister
- Michael Hendrik Godefroi (1814–1882), Jurist und Politiker
- Wouter Goes (* 2004), Fußballspieler
- Rob Goorhuis (* 1948), Komponist
- Jay Gorter (* 2000), Fußballspieler
- Henk Gortzak (1908–1989), Politiker
- Jetta Goudal (1891–1985), US-amerikanische Schauspielerin niederländischer Herkunft
- Isidor Goudeket (1883–1943), Turner
- Albertus de Graaf (1907–1989), Bahnradsportler und Schrittmacher
- Glennis Grace (* 1978), Sängerin
- Andries de Graeff (1611–1678), Aristokrat, Regent von Amsterdam, Staatsmann
- Cornelis de Graeff (1599–1664), Aristokrat, Regent von Amsterdam, Staatsmann, Diplomat
- Dirck Jansz Graeff (1532–1589), Patrizier, Reeder, Großhändler, Bürgermeister von Amsterdam
- Dirk de Graeff van Polsbroek (1833–1916), Aristokrat, Diplomat
- Jakob Dircksz de Graeff (1571–1638), Aristokrat, Bürgermeister von Amsterdam, Politiker
- Lenaert Jansz de Graeff (1525/30-vor 1578), Patrizier, Großhändler, Militär, einer der Anführer der Wassergeusen
- Pieter de Graeff (1638–1707), Aristokrat, Politiker, Schwager und vertrauter Rat von Johan de Witt
- Ryan Gravenberch (* 2002), niederländisch-surinamischer Fußballspieler
- Serginho Greene (* 1982), Fußballspieler
- Petrus Franciscus Greive (1811–1872), Genremaler und Kunstpädagoge sowie Zeichner und Lithograf
- Fred Grim (* 1965), Fußballtrainer und ehemaliger Torhüter
- Sander Groen (* 1968), Tennisspieler
- Dylan Groenewegen (* 1993), Radsportler
- Harry de Groot (1920–2004), Komponist
- Terence Groothusen (* 1996), Fußballspieler
- Jan David Geerling Grootveld (1821–1890), Maler
- Robert Jasper Grootveld (1932–2009), Vorläufer und Inspirator der Provo-Bewegung, sozialer Aktivist
- Wim Groskamp (1886–1974), Fußballspieler
- Willem Gruyter (1817–1880), Marinemaler und Radierer
- Ruud Gullit (* 1962), Fußballspieler und Fußballtrainer
- Bert Gunther (1899–1968), Ruderer

## H
- David Bierens de Haan (1822–1895), Mathematiker, Wissenschaftshistoriker, Hochschullehrer und -rektor
- Meijer de Haan (1852–1895), Maler
- Wilhem de Haan (1801–1855), Zoologe und Paläontologe
- Bernard ter Haar (1806–1880), reformierter Theologe, Kirchenhistoriker und Dichter
- Dirk van Haaren (1878–1953), Maler
- Olga de Haas (1944–1978), Balletttänzerin
- Cox Habbema (1944–2016), Schauspielerin und Regisseurin
- Bernard Haitink (1929–2021), Dirigent
- Victor Halberstadt (1939–2024), Wirtschaftswissenschaftler, Hochschullehrer
- Jacob van Hall (1799–1859), Rechtswissenschaftler
- Walraven van Hall (1906–1945), Widerstandskämpfer
- Joost Adriaan van Hamel (1880–1964), Jurist, Gerichtshofpräsident und Politiker
- Rosina van Hamme (1822–1910), Schauspielerin
- Chantal Han (* 1966), Judoka
- Robert Hanf (1894–1944), Musiker und Künstler, Opfer des Nationalsozialismus
- Johann Ludwig Hannemann (1640–1724), deutscher Mediziner und Hochschullehrer
- Theo Hanrath (1853–1883), Maler
- Annick van Hardefeld (1923–1945), niederländische Widerstandskämpferin
- Badr Hari (* 1984), Kampfsportler
- Joop Harmans (1921–2015), Radrennfahrer
- Abraham van der Hart (1747–1820), Architekt
- Cor van der Hart (1928–2006), Fußballspieler und -trainer
- Onno van der Hart (* 1941), Psychologe, Hochschullehrer
- Ferdinand Hart Nibbrig (1866–1915), Maler, Zeichner und Lithograf
- Louis Jacob Hartz (1869–1935), Maler und Radierer
- Elisabeth van Harwaarden (1686–1750), Dichterin
- Samya Hassani (* 2000), niederländisch-marokkanische Fußballspielerin
- Anna Maria Wilhelmine van Hasselt-Barth (1813–1881), Opernsängerin, Kammersängerin
- Margot van Hasselt (1879–1935), Malerin
- Nola Hatterman (1899–1984), Malerin, Schauspielerin, Kunstlehrerin
- Theodore Haver (1856–1912), Feministin
- Hendrik Johannes Haverman (1857–1928), Maler, Aquarellist, Zeichner, Lithograf und Radierer
- André Hazes (1951–2004), Sänger
- Jan Heemskerk (1818–1897), Staatsmann
- Kai Heerings (* 1990), Fußballspieler
- Robert Emanuel Heilbut (1919–1945), jüdischer Komponist
- Alfred Heineken (1923–2002), Bierbrauer
- Marie Heineken (1844–1930), Malerin
- Willem Hekking (1796–1862), Maler
- Hellema (1921–2005), Schriftsteller und Widerstandskämpfer
- Lotte Hellinga, geb. 1932, Buchhistorikerin
- Dries Helsloot (* 1937), Radrennfahrer
- Ruud van Hemert (1938–2012), Filmregisseur, Drehbuchautor und Schauspieler
- Gerhard Hendrik (auch: Gerit Hendrikzoon; 1559–1615), Bildhauer
- Wybrand Hendriks (1744–1831), Maler und Kustos des Teylers Museums in Haarlem
- Nathalie Hendrikse (* 1995), Handballspielerin
- Alvaro Henry (* 2005), Fußballspieler
- Robert Heppener (1925–2009), Komponist und Musikpädagoge
- Katja Herbers (* 1980), Schauspielerin
- Willem Frederik Hermans (1921–1995), Schriftsteller
- Abel Jacob Herzberg (1893–1989), Jurist und Schriftsteller
- Judith Herzberg (* 1934), Schriftstellerin, Lyrikerin und Bühnenautorin
- Felix Hess (1878–1943), Zeichner
- Bernhard Gerhard Hilhorst (1895–1954), Ordensgeistlicher, Bischof von Morogoro
- Adrianus David Hilleveld (1838–1877), Marinemaler
- Mariken van Hilten (* 1964), Juristin
- Geertruida Jacoba Hilverdink (1786–1827), Schauspielerin
- Helena Hilverdink (1775–1838), Schauspielerin
- Johannes Jacobus Antonius Hilverdink (1837–1884), Maler, Radierer und Lithograph
- Ernst Hirsch Ballin (* 1950), Politiker (CDA)
- Meindert Hobbema (1638–1709), Maler
- Co Hoedeman (1940–2025), Animator
- Nils van ’t Hoenderdaal (* 1993), Radsportler
- Cor van der Hoeven (1921–2017), Fußballspieler
- Marjolijn Hof (* 1956), Kinder- und Jugendbuch-Autorin
- Silvia Hofman (* 1981), Handballspielerin
- Henk Hofstede (* 1951), Musiker und Maler, Gründer der Nits
- Henk Hofstra (1904–1999), Hochschullehrer und Politiker
- Hermannus Höfte (1884–1961), Ruderer
- Daan Holst (1945–2014), Radrennfahrer
- Betty Holtrop-van Gelder (1866–1962), Schauspielerin
- Johann Ludwig von Hompesch (1759–1833), kurpfälzisch-jülicher Verwaltungsbeamter aus dem Adelsgeschlecht Hompesch
- Meijer de Hond (1882–1943), Rabbiner
- Ada Hondius-Crone (1893–1996), Kunstsammlerin und archäologische Autorin
- Louisa Holthuysen (1824–1995), Kunstsammlerin und Gründerin eines Museums
- Catharina Hooft (1618–1691), Frau aus dem Goldenen Zeitalter der Niederlande
- Cornelis Hooft (1547–1627), Regent von Amsterdam
- Pieter C. Hooft (1581–1647), Dichter, Historiker und Dramatiker
- Henk de Hoog (1928–1973), Radrennfahrer
- Oscar Jan Hoogland (* 1983), Jazz- und Improvisationsmusiker
- Jaap de Hoop Scheffer (* 1948), Politiker, NATO-Generalsekretär
- Joan van Hoorn (1653–1711), Generalgouverneur von Niederländisch-Indien
- Lucie Horsch (* 1999), Blockflötistin
- Anthon van der Horst (1899–1965), Organist, Dirigent, Komponist und Musikpädagoge
- Jan Hoynck van Papendrecht (1858–1933), Militärmaler, Aquarellist und Zeichner
- Johan Huges (1904–1986), Ruderer
- Cornelia Aletta van Hulst (1797–1870), Malerin
- Johan van Hulst (1911–2018), Pädagoge, Politiker und Widerstandskämpfer
- Friedrich Wilhelm Tobias Hunger (1874–1952), Botaniker und Wissenschaftshistoriker
- Joan Huydecoper van Maarsseveen (1625–1704), Regent von Amsterdam
- Johan Huydecoper van Maarsseveen (1599–1661), Regent von Amsterdam

## I
- Piet Ikelaar (1896–1992), Radrennfahrer
- Jeanne Immink (1853–1929), Bergsteigerin
- Rinus Israël (1942–2025), Fußballspieler und Trainer

## J
- Mozes Jacobs (1905–1943), Turner
- Diederik Franciscus Jamin (1838–1865), Genre- und Historienmaler sowie Daguerreotypist
- Hans Jansen (1942–2015), Arabist, Islamwissenschaftler und Politiker
- Harrie Jansen (* 1947), Radrennfahrer
- Nico Jansen (* 1953), Fußballspieler
- Albert de Jong (1891–1970), Autor und Anarchosyndikalist
- Loe de Jong (1914–2005), Historiker und Journalist
- Nigel de Jong (* 1984), Fußballspieler
- Jan Jongbloed (1940–2023), Fußballspieler
- Rein de Jongh (* 1938), Radrennfahrer
- Andries Jonker (* 1962), Fußballtrainer
- Patrick Jonker (* 1969), australisch-niederländischer Radrennfahrer
- Ronald Jonker (* 1944), australischer Radrennfahrer
- Wilbert de Joode (* 1955), Jazzbassist
- Johnny Jordaan (1924–1989), Sänger
- Charles Judels (1882–1969), niederländisch-amerikanischer Schauspieler

## K
- Ruud Kaiser (* 1960), Fußballspieler und -trainer
- Jan Kalf (1873–1954), Literaturwissenschaftler, Kunsthistoriker, Journalist und Sekretär
- Louis Christiaan Kalff (1897–1976), Architekt und Designer
- Pieter Nicolaas van Kampen (1878–1937), Biologe
- Leandro Kappel (* 1989), Fußballspieler
- Catharina Sophia Karels (1809–1842), Sängerin
- Kasparus Karsen (1810–1896), Maler und Radierer
- Neraysho Kasanwirjo (* 2001), niederländisch-surinamischer Fußballspieler
- Adriaan Katte (1900–1991), Hockeyspieler
- Piet Keizer (1943–2017), Fußballspieler
- Sander Keller (* 1979), Fußballspieler
- Jos van Kemenade (1937–2020), Soziologe und Politiker
- Geraldine Kemper (* 1990), Fernsehmoderatorin
- Joan Melchior Kemper (1776–1824), Politiker und Rechtswissenschaftler
- Gyrano Kerk (* 1995), Fußballspieler
- Lieve van Kessel (* 1977), Hockeyspielerin
- Geert van Keulen (* 1943), Komponist, Dirigent, Klarinettist und Musikpädagoge
- Hein Kever (1854–1922), Landschaftsmaler, Radierer, Lithograf und Aquarellist
- Thomas de Keyser (≈1596–1667), Maler
- Fleur van de Kieft (* 1973), Hockeyspielerin
- Wim Kieft (* 1962), Fußballspieler
- Catharina Kiers (1839–1930), Malerin, Aquarellistin und Zeichnerin
- George Lourens Kiers (1838–1916), Marinemaler sowie Aquarellist und Radierer
- Dominique Kivuvu (* 1987), niederländisch-angolanischer Fußballspieler
- Karel Klaver (* 1978), Hockeyspieler
- Jacob Herman Klein (1688–1748), Komponist
- Willem Klein (1912–1986), Kopfrechner
- Simone Kleinsma (* 1958), Schauspielerin, Sängerin und Musicaldarstellerin
- Michel de Klerk (1884–1923), Architekt
- Jacobus Kloppenburg (* 1930), Künstler
- Justin Kluivert (* 1999), Fußballspieler
- Patrick Kluivert (* 1976), Fußballspieler
- Gerrie Knetemann (1951–2004), Radrennfahrer
- Frederik Samuel Knipscheer (1871–1955), Theologe und Historiker
- Rie Knipscheer (1911–2003), Malerin
- Friedrich Knolle (1903–1977), deutscher Buchhändler und Gaukulturwart
- Dirk Koch (* 1943), deutscher Journalist und Autor
- Charlotte Köhler (1892–1977), Schauspielerin
- Gerard Koel (* 1941), Radrennfahrer
- Max Kohnstamm (1914–2010), Historiker und Diplomat
- Anna Maria de Koker (1666–1698), Malerin und Radiererin
- Don-Angelo Konadu (* 2006), Fußballspieler
- Bart Koning (* 1957), Maler
- Cora van der Kooij (1946–2018), Krankenschwester, Historikerin und Pflegewissenschaftlerin
- Peer Koopmeiners (* 2000), Fußballspieler
- Andreas Kopp (* 1959), deutsch-holländischer Maler
- Jan Kops (1765–1849), reformierter Theologe und Agrarwissenschaftler
- Ko Korsten (1895–1981), Schwimmer
- Bert de Kort (* 1942), Jazzmusiker
- Cornelia Kossen (1897–1943), Widerstandskämpferin
- Philip van Kouwenbergh (1671–1729), Stilllebenmaler
- Yannick Kraag (* 2002), Basketballspieler
- Jeroen Krabbé (* 1944), Schauspieler und Filmregisseur
- Hendrik Kraemer (1888–1965), Theologe und Widerstandskämpfer
- Friso Kramer (1922–2019), Industrie- und Möbeldesigner, Innenarchitekt und Hochschullehrer
- Jeroen Kramer (* 1956), Moderator und Künstler
- Piet Kramer (1881–1961), Architekt und Designer
- Coen Kranenberg (* 1947), Hockeyspieler
- Michel Kreek (* 1971), Fußballspieler und -trainer
- Frederik H. Kreuger (1928–2015), Hochspannungswissenschaftler, Hochschullehrer und Autor
- Cornelius David Krieghoff (1815–1872), Maler
- Ruud Krol (* 1949), Fußballspieler
- Guillaume Krommenhoek (* 1992), Ruderer
- John P. Krop (1924–2014), Psychotherapeut
- Martijn Kuiper (* 1970), Schauspieler
- André Kuipers (* 1958), Raumfahrer
- Bas Kuipers (* 1994), Fußballspieler
- Louis Kukenheim (1905–1972), Romanist
- Paul Kunze (1904–1983), Fechter
- Gerdina Hendrika Kurtz (1899–1989), Historikerin und Archivarin
- Marjanne Kweksilber (1944–2008), Sopranistin

## L
- Herman van Laer (1920–2005), Sportfunktionär
- Denny Landzaat (* 1976), Fußballspieler
- Sandra Langereis (* 1967), Historikerin
- Saskia Laroo (* 1959), Jazzmusikerin
- Natalie La Rose (* 1988), R&B-Sängerin und Model
- Petra Laseur (1939–2025), Schauspielerin
- Carel Christiaan Anthony Last (1808–1876), Maler, Zeichner und Lithograph
- Chris Lebeau (1878–1945), Künstler und Anarchist
- Jean Sebastian Lecocq (* 1970), Afrikahistoriker
- Harmen van der Leek (1895–1941), Lehrer, hingerichteter Widerstandskämpfer
- Gerard van der Lem (* 1952), Fußballspieler und -trainer
- Sophie van Leer (1892–1953), Dichterin und Malermuse, jüdisch-christliche Mystikerin
- Thijs van Leer (* 1948), Musiker und Sänger
- Reinbert de Leeuw (1938–2020), Dirigent, Pianist und Komponist
- Ramon Leeuwin (* 1987), Fußballspieler
- Jan Legrand (1936–2021), Radrennfahrer
- August Le Gras (1864–1915), Maler, Zeichner und Radierer
- Enzo Leijnse (* 2001), Radrennfahrer
- Cornelis Lely (1854–1929), Wasserbauingenieur und Gouverneur
- Philippe Lemm (* 1985), Jazzmusiker
- Jacob van Lennep (1802–1868), Schriftsteller
- Jeremain Lens (* 1987), Fußballspieler
- Katharyne Lescailje (1649–1711), Dichterin, Übersetzerin und Buchhändlerin
- Martine Letterie (* 1958), Schriftstellerin
- Hans Liberg (* 1954), Pianist und Musikkabarettist
- Feike Lietzen (1893–1970), Fußballspieler
- Evert Jan Ligtelyn (1893–1975), Maler
- Joost Lijbaart (* 1967), Jazzmusiker
- Bernard Van Der Linde (1946–2021), französischer Radrennfahrer
- Pierre van der Linden (* 1946), Jazz- und Rockschlagzeuger
- Lambertus Lingeman (1829–1894), Genremaler
- Leo Lionni (1910–1999), italienischer Grafiker, Maler und Schriftsteller
- Carla Lipp (1934–2017), Tänzerin, Choreografin, Schauspielerin und Sängerin
- Imrich Laurence Lobo (1955–2025), Sänger
- Leijn Loevesijn (* 1949), Radsportler
- Dick Loggere (1921–2014), Hockeyspieler
- Ina Lohr (1903–1983), niederländisch-schweizerische Violinistin, Kirchenmusikerin, Komponistin, Musikpädagogin und Autorin
- Karel Glastra van Loon (1962–2005), Schriftsteller und Journalist
- Barbara de Loor (* 1974), Eisschnellläuferin, Weltmeisterin
- Maria Anna de Loor (1807–1854), Konzertsängerin und Harfenistin
- Aletta Lorentz-Kaiser (1858–1931), Frauenrechtlerin
- Victor Löw, eigentlich Victor Löwenstein (* 1962), Schauspieler
- Derrick Luckassen (* 1995), Fußballspieler
- Robert Lücken (* 1985), Ruderer, Welt- und Europameister
- Camille van Lunen (* 1957), französisch-niederländische Komponistin und Sopranistin
- Jan Luyken (1649–1712), Dichter, Illustrator und Kupferstecher

## M
- Petrus Johannes Maan (1913–1993), altkatholischer Geistlicher, Theologe und Kirchenpolitiker
- Isaac Maarsen (1892–1943), Rabbiner
- Jacqueline van Maarsen (1929–2025), Autorin; Schulfreundin von Anne Frank
- Adriana Maas (1702–1746), Schauspielerin
- Lils Mackintosh (1955–2023), Jazz- und Bluessängerin
- Frans Mahn (1933–1995), Radrennfahrer
- Anna Maria Majofski (1810–1881), Schauspielerin
- Jacoba Maria Majofski (1807–1847), Schauspielerin
- Louiza Johanna Majofski (1803–1874), Sängerin und Schauspielerin
- Willem van Manen (1940–2024), Jazz-Posaunist
- Werner Mangold (1927–2020), deutscher Soziologe
- Rosa Manus (1881–1942), Feministin und Aktivistin
- David de la Mar (1832–1898), Genremaler
- Fien de la Mar (1898–1965), Schauspielerin und Chanteuse
- Johannes Christiaan de Marez Oyens (1845–1911), Politiker
- Hennie Marinus (1938–2018), Radrennfahrer
- Barry Markus (* 1991), Radrennfahrer
- Willem Johannes Martens (1839–1895), Genremaler
- Agneta Matthes (1847–1909), Unternehmerin
- François E. Matthes (1874–1948), Geologe und Experte für topografische Kartografie, Gletscher und den Klimawandel
- Rkia Mazrouaï (* 2002), niederländisch-marokkanische Fußballspielerin
- Paul van Meekeren (* 1993), Cricketspieler
- Maria ter Meetelen (1704–?), Reisende, Sklavin und Autorin
- Eduard Meijer (1878–1929), Schwimmer und Wasserballspieler
- Erik Meijer (* 1944), Politiker
- Ischa Meijer (1943–1995), Journalist, Schriftsteller und Talkmaster
- Jaap Meijer (1905–1943), Bahnradsportler, Weltmeister und Olympiazweiter
- Jan Meijer (1921–1993), Leichtathlet, Sprinter
- Johnny Meijer (1912–1992), Jazz- und Unterhaltungsmusiker
- Karel Meijer (1884–1967), Wasserballspieler
- Louis Meijer (1809–1866), Landschafts- und Marinemaler
- Joseph Mendes da Costa (1863–1939), Bildhauer
- Lucretia Wilhelmina van Merken (1721–1789), Dichterin
- Liesbeth Messer-Heybroek (1914–2007), Bildhauerin
- Loekie Metz (1918–2004), Bildhauerin und Medailleurin
- Friedrich Meuring (1882–1973), Schwimmer
- Herman Meyer (1911–1993), Germanist, Literaturhistoriker und Hochschullehrer
- Selma Meyer (1890–1941), Widerstandskämpferin, Feministin und Pazifistin
- Christian Julius Frederik de Meza (1727–1800), Arzt
- Johann Georg Mezger (1838–1909), Arzt
- Gerrit Jan Michaëlis (1775–1857), Landschafts- und Porträtmaler sowie Aquarellist, Radierer und Lithograf
- Rinus Michels (1928–2005), Fußballtrainer
- Agatha van der Mijn (1700–nach 1776), Malerin
- Cornelia van der Mijn (1709–nach 1772), Malerin
- Lion van Minden (1880–1944), Fechter
- Monne de Miranda (1875–1942), Kommunalpolitiker und Gewerkschafter
- Gabriel Misehouy (* 2005), niederländisch-ghanaischer Fußballspieler
- Wally Moes (1856–1918), Malerin, Grafikerin und Schriftstellerin
- Marie Mohr (1850–unbekannt), deutsche Schriftstellerin und Übersetzerin
- Gerrit Moll (1785–1838), Mathematiker, Astronom und Physiker
- Guus Mollee (* 2002), Ruderer
- Henk Molleman (1935–2005), Politiker
- Louise de Montel (1926–1993), Sängerin
- Elisabeth Mooij (1712–1759), Schauspielerin
- Ralph Moorman (* 1966), Radrennfahrer
- Jacob van Moppes (1876–1943), Ringer
- Zerka T. Moreno (1917–2016), US-amerikanische Psychotherapeutin und Mitgründerin des Psychodramas
- Bouchra Moudou (* 1986), Fußballspielerin
- Ger van Mourik (1931–2017), Fußballspieler
- Tim Mudde (* 1965), einer der aktivsten Rechtsextremisten in den Niederlanden
- Abraham Muhl (1686–1757), deutscher Kaufmann
- Marianne Muis (* 1968), Schwimmerin
- Mildred Muis (* 1968), Schwimmerin
- Jeroen Mul (* 1990), Autorennfahrer
- Bennie Muller (1938–2024), Fußballspieler
- Gerard Gustaaf Muller (1861–1929), Maler, Zeichner und Aquarellist
- Noah Muller (* 1998), Eishockeyspieler
- Salo Muller (geb. 1936), Autor, Physiotherapeut und Überlebender des Holocaust
- Tilly Münninghoff-van Vliet (1879–1960), Malerin und Zeichnerin
- Anton van Munster (1934–2009), Kameramann
- Pieter Muntendam (1901–1986), Mediziner und Politiker
- Murda (* 1984), türkisch-niederländischer Rapper
- Tom Mutters (1917–2016), Begründer der Lebenshilfe

## N
- Lambertus Neher (1889–1967), Staatsbeamter, Widerstandskämpfer und Politiker
- Klaas van Nek (1899–1986), Radrennfahrer
- Nescio (1882–1961), Schriftsteller
- Clasine Neuman (1851–1908), Malerin
- Charlotta Louisa Henriëtta Neyts (1808–1883), Schauspielerin
- Mia Nicolai (* 1996), Sängerin, Komponistin und Schauspielerin
- Maurits Niekerk (1871–1940), Landschafts- und Stilllebenmaler
- Bob Nieuwenhout (* 1951), Fußballspieler
- Caesar Domela Nieuwenhuis (1900–1992), Maler und Bildhauer
- Christiaan Benjamin Nieuwenhuis (1863–1922), Fotograf
- Ferdinand Domela Nieuwenhuis (1846–1919), Politiker
- Peter Nieuwenhuis (* 1951), Radrennfahrer
- Dorus Nijland (1880–1968), Radrennfahrer
- Rob de Nijs (1942–2025), Sänger und Schauspieler
- Sylvia Nooij (1984–2017), Fußballspielerin
- Bep Nooy (1893–1976), Schauspielerin
- Beppie Nooy (1919–1979), niederländische Schauspielerin
- Reinier Nooms (um 1623 – 1664), Marinemaler und Radierer des 17. Jahrhunderts
- Julia op ten Noort (1910–1996), nationalsozialistische Aktivistin, Mitbegründerin der Nationaal-Socialistische Vrouwen Organisatie
- Maarten van Norden (1955–2024), Jazzmusiker und Komponist
- Abdelhak Nouri (* 1997), Fußballspieler
- Maria Nozeman (1652–1729), Schauspielerin

## O
- Tom Okker (* 1944), Tennisspieler
- Jacobus Bernardus Oldenkott (1815–1853), Tabakfabrikant
- Ferdinand Oldewelt (1857–1935), Maler und Kunstpädagoge
- Jacob Olie (1834–1905), Zimmermann, Architekt, Lehrer für technisches Zeichnen und Amateur-Fotograf
- Esmée Olthuis (* 1969), Jazzmusikerin
- Kees Olthuis (1940–2019), Fagottist, Pianist und Komponist
- Catharina Jansdr. Oly (1585–1651), Autorin
- André Ooijer (* 1974), Fußballspieler
- Piet Ooms (1884–1961), Schwimmer und Wasserballspieler
- Petronella Oortman (1656–1716), Kunstsammlerin
- Huub Oosterhuis (1933–2023), Theologe und Dichter
- Kees van Oostrum (* 1953), Kameramann und Filmregisseur
- Willem Johannes Oppenoorth (1847–1905), Maler
- Ferdinand Jan Ormeling Sr. (1912–2002), Geograph und Kartograf
- Else Otten (1873–1931), Übersetzerin
- Jean Abraham Chrétien Oudemans (1827–1906), Astronom
- Tarik Oulida (* 1974), Fußballspieler
- Ruud Ouwehand (* 1958), Jazzmusiker
- Maria Overlander van Purmerland (1603–1678), Person des Goldenen Zeitalters der Niederlande
- Quincy Owusu-Abeyie (* 1986), Fußballer

## P
- Jetty Paerl (1921–2013), Sängerin
- Abraham Pais (1918–2000), Physiker
- Jean Henri Pareau (1761–1833), Orientalist und reformierter Theologe
- Koene Dirk Parmentier (1904–1948), Luftfahrtpionier
- Alex Pastoor (* 1966), Fußballspieler und -trainer
- Joost Patocka (* 1969), Jazzmusiker
- Vera Pauw (* 1963), Fußballtrainerin
- Dominicus Anthonius Peduzzi (1817–1861), Maler und Lithograph
- Hendrika van der Pek (1867–1926), Malerin
- Emil Pfeifer (1806–1889), deutscher Unternehmer
- Immanuël Pherai (* 2001), Fußballspieler
- Gretha Pieck (1898–1920), Malerin und Zeichnerin
- Edith Pijpers  (1886–1963), Lithografin und Malerin
- Evert Pieters (1856–1932), Maler, Zeichner und Radierer
- Constant Pieterse (1895–1992), Ruderer
- George Pieterson (1942–2016), Klarinettist
- Karel Frans Philippeau (1825–1897), Genremaler
- Terrance Pieters (* 1996), Hockeyspieler
- Henriëtte Pimentel (1876–1943), Widerstandskämpferin
- Jaymillio Pinas (* 2002), niederländisch-surinamischer Fußballspieler
- Leonard Pinkhof (1898–1943), Maler und Grafiker
- Piet Plantinga (1896–1944), Wasserballspieler
- Simon van Poelgeest (1900–1978), Radrennfahrer
- Ernest Poku (* 2004), Fußballspieler
- Willem van de Poll (1895–1970), Fotograf
- Liesbeth van der Pol (* 1959), Architektin
- Anna Polak (1906–1943), Kunstturnerin, Olympiasiegerin, Opfer des Nationalsozialismus
- Charlotte Polak-Rosenberg (1889–1942), Feministin, Sozialaktivistin, Opfer des Nationalsozialismus
- Henri Polak (1868–1943), Gewerkschafter und Politiker
- Willem Polak (1915–1993), niederländischer SS-Angehöriger und Kriegsverbrecher
- Wim Polak (1924–1999), Politiker und Bürgermeister von Amsterdam
- Juriaen Pool (1666–1745), Porträtmaler und Kupferstecher des Barock
- Elisabeth Christine Poolman (1849–1930), Schauspielerin
- Peter Post (1933–2011), Radsportler
- Quinten Post (* 2000), Basketballspieler
- Tiago Postma (1932–2002), katholischer Geistlicher, Bischof von Garanhuns in Brasilien
- Carry Pothuis-Smit (1872–1951), Lehrerin, Publizistin und Politikerin
- Barbara Pouwels (* 1967), Schauspielerin
- Bernard Povel (1897–1952), deutscher Industrieller und Politiker (CDU)
- Karin Prien (* 1965), deutsche Politikerin (CDU)

## Q
- Catharina Questiers (1631–1669), Dichterin, Dramatikerin und Künstlerin

## R
- Felix Raabe (1900–1996), deutscher Dirigent und Musikwissenschaftler
- Riek de Raat (1918–2018), Malerin
- Walther vom Rath (1857–1940), Naturwissenschaftler, Unternehmer und erster stellvertretender Vorsitzender des Aufsichtsrates der I.G. Farben
- Nicolaas Wilhelm Pieter Rauwenhoff (1826–1909), Biologe
- Givairo Read (* 2006), Fußballspieler
- Abraham Mozes Reens (1870–1930), jüdischer Autor und Sozialist
- Jacob van Rees (1854–1928), Autor und Anarchist
- Iohan Quirijn van Regteren Altena (1899–1980), Kunstsammler und Professor für Kunstgeschichte
- Maarten van Regteren Altena (* 1943), Kontrabassist und Komponist
- Marie van Regteren Altena (1868–1958), Porträtmalerin
- Martinus van Regteren Altena (1866–1908), Porträtmaler, Radierer und Lithograf
- Theodor Rehbock (1864–1950), Wasserbauingenieur und Professor in Karlsruhe
- Minca Bosch Reitz (1870–1950), Bildhauerin und Autorin
- Rob Rensenbrink (1947–2020), Fußballspieler
- Betsy Repelius (1848–1921), Genremalerin
- Nico Richter (1915–1945), Komponist
- Jaïro Riedewald (* 1996), Fußballspieler
- Werner Riemann (1934–2023), deutscher Schauspieler
- Ralf Rienks (* 1997), Ruderer
- Anna Maria Rigo (1675–1718), Schauspielerin
- Isabella Rigo (1684–nach 1722), Schauspielerin
- Cornelia de Rijck (1653–1726), Malerin
- Frank Rijkaard (* 1962), Fußballspieler
- Cora Ringelberg (* 1964), Tänzerin und Choreografin
- Dries Riphagen (1909–1973), Krimineller und Kollaborateur
- Nelson Ritsema (* 1994), Ruderer
- Hilletje Rivier (1768–1843), Schauspielerin
- Jerry Rix (1947–2016), Sänger
- Nicholas Robinson (* 1946), irischer Historiker, Illustrator, Autor, Rechtsanwalt, Ehemann von Mary Robinson und damit First Gentleman von Irland (1990–1997)
- Willem Frederik Rochussen (1832–1912), Diplomat und Politiker
- Florrie Rodrigo (1893–1996), Tänzerin, Choreografin und Ballettlehrerin
- Tony Roe (* 1979), Jazzmusiker und Multimediakünstler
- Willem Frederik Röell (1767–1835), Außenminister und langjähriger Vorsitzender der Ersten Kammer
- Herman Roelvink (1883–1957), Dramatiker und Schauspieler
- Cornelius Rogge (1932–2023), Bildhauer
- Geertruydt Roghman (1625 – zw. 1651 und 1657), Zeichnerin, Radiererin und Kupferstecherin
- Magdalena Roghman (1637 – nach 1669), Kupferstecherin
- Joop Rohner (1927–2005), Wasserballspieler
- Edsilia Rombley (* 1978), Sängerin
- Johann Rudolph von Ronnen (1910–1995), Radiologe und Hochschullehrer
- Bartholomeus Roodenburch (1866–1939), Schwimmer
- Bernard de Roos (* 1957), Manager
- Joannes Philippus Roothaan (1785–1853), Ordensgeneral
- George Andries Roth (1809–1887), Landschaftsmaler
- Sara Rothé (1699–1751), Herstellerin von Puppenhäusern
- Louis Le Roy (1924–2012), Architekt
- Anna van Royen (1707–1749), Zeichnerin
- Johan Rühl (1885–1972), Wasserballspieler
- Charles Ruikers (* 1945), Radrennfahrer
- Frans van de Ruit (1946–2006), Radrennfahrer
- Hendrika van Rumt (1897–1985), Turnerin
- Willem Ruska (1940–2015), Olympiasieger im Judo
- Bram Rutgers (1884–1966), Kolonialbeamter und Politiker
- Rachel Ruysch (1664–1750), Malerin des Barock

## S
- Mady Saks (1941–2006), Filmregisseurin
- Anass Salah-Eddine (* 2002), Fußballspieler
- Herman Salomonson (1892–1942), Journalist und Schriftsteller
- Joseph Salomonson (1853–nach 1908), Konsul, Unternehmer und Lebensreformer
- Clara van Santen (1740–1792), Schauspielerin
- Dabney dos Santos (* 1996), Fußballspieler
- Judith Sargentini (* 1974), Politikerin
- Maria Sara Johanna Sartorius (1836–1913), Malerin
- Maud Sauer (* 1952), Musikerin und Komponistin
- Marjan Sax (* 1947), Frauenrechtlerin
- Jan Schäfer (1940–1994), Politiker
- Willy Schagen (1925–2012), Boxer
- Leo Schatz (1918–2014), Künstler
- Michiel Scheen (* 1963), Jazz- und Improvisationsmusiker
- Marten Scheffer (* 1958), Ökologe und Limnologe, Hochschullehrer
- Pi Scheffer (1909–1988), Komponist und Dirigent
- Willem van Schendel (* 1949), Historiker
- Danny Schenkel (* 1978), Fußballspieler
- Johan Scherrewitz (1868–1951), Maler der Haager Schule
- Guus Schilling (1876–1951), Bahnradsportler und -trainer
- Rutger Jan Schimmelpenninck van Nijenhuis (1821–1893), Politiker
- Luud Schimmelpennink (* 1935), Politiker, Erfinder
- K. Schippers (1936–2021), Schriftsteller, Dichter und Kunstkritiker
- Christina Josepha Schmetterling (1793–1840), niederländische Malerin
- Elisabeth Barbara Schmetterling (1801–1882), niederländische Malerin
- Thomas Schmid (* 1975), Manager, Vorstand der ÖBAG
- Isaak Jakob Schmidt (1779–1847), Kalmückenforscher, Mongolist, Tibetologe und Buddhologe
- Maria Schmidt (1750–1810), Schauspielerin
- Rob Scholte (* 1958), bildender Künstler
- Frank Scholten (1881–1942), Fotograf
- Eegje Schoo (* 1944), Politikerin
- Piet Schoonenberg (1911–1999), katholischer Theologe
- Mien Schopman-Klaver (1911–2018), Leichtathletin
- Fie Schouten (* 1972), Musikerin
- Emile Schrijver (geb. 1962), Direktor des Jüdischen Kulturviertels
- Jaap Schröder (1925–2020), Violinist und Dirigent
- Tony Schultze (1880–1954), Violinist und Hochschullehrer
- Gustav Schwab (1866–1944), Theaterschauspieler
- George Washington Schwartze (1857–1909), Maler und Zeichner
- Georgine Schwartze (1854–1935), Bildhauerin
- Johann Georg Schwartze (1814–1874), Porträt-, Landschafts- und Genremaler
- Thérèse Schwartze (1851–1918), Porträtmalerin
- Cees See (1934–1985), Jazzschlagzeuger und Perkussionist
- Anneke Levelt Sengers (1929–2024), Physikerin
- Igor Sijsling (* 1987), Tennisspieler
- Edouard Silas (1827–1909), Komponist und Organist
- Christina da Silva (1809–1881), Schauspielerin und Sängerin
- Adam Simons (1770–1834), reformierter Theologe, Dichter, Rhetoriker und Historiker
- Regillio Simons (* 1973), Fußballspieler und -trainer
- Xavi Simons (* 2003), Fußballspieler
- Clarinda Sinnige (* 1973), Hockeyspielerin
- Bertus Sitters (1941–2022), Schwimmer
- Cornelis Charles Six van Oterleek (1772–1833), Jurist und Politiker
- Jonas Slier (1886–1942), Turner
- Tialda van Slogteren (* 1985), Sängerin, Model und Fernsehdarstellerin
- Anna Sluijter (1866–1931), Malerin, Fotografin und Feministin
- Carel Philip Sluiter (1854–1933), Zoologe
- Maria van der Sluys (1730–1809), Schauspielerin
- Aernout Smit (1641–1710), Marinemaler
- Leo Smit (1900–1943), Komponist und Pianist
- Theo Smit (1951–2023), Radrennfahrer
- Yasemin Smit (* 1984), Wasserballspielerin
- Harm Smits (1923–1988), Radrennfahrer
- Wendy Smits (1983–2022), Handballspielerin
- Katja Snoeijs (* 1996), Fußballspielerin
- Frits Soetekouw (1938–2019), Fußballspieler
- Maarten Solleveld (* 1979), Schachspieler
- Renée Soutendijk (* 1957), Schauspielerin
- Harry Sparnaay (1944–2017), Bassklarinettist, Komponist
- Jaap Speyer (1891–1952), Filmregisseur
- Baruch de Spinoza (1632–1677), Philosoph
- Frans Spits (* 1946), Hockeyspieler
- Cornelius Springer (1817–1891), Maler, Radierer und Lithograf
- Leonard Anthony Springer (1855–1940), Landschaftsarchitekt
- Daniel Sprong (* 1997), Eishockeyspieler
- Frits Staal (1930–2012), Philosoph, Sprachwissenschaftler und Indologe
- Jan Frederik Staal (1879–1940), Architekt
- Lauren Stam (* 1994), Hockeyspielerin
- Harrie Starreveld (* im 20. Jahrhundert) Flötist und Musikpädagoge
- August Stärcke (1880–1954), Psychiater und Psychoanalytiker
- Johanna van der Stel (1752–1818), Tänzerin und Schauspielerin
- Willem B. Stern (* 1938), Schweizer Geochemiker und Hochschullehrer
- John Stol (1885–1973), Radsportler
- Jacobus Stompé (* 1962), Dartspieler
- Theodoor Jan Stomps (1885–1973), Botaniker und Genetiker
- Sara Stracké-van Bosse (1837–1922), Malerin und Bildhauerin
- Gijze Stroboer (* 1954), Wasserballspieler
- Tina Strobos (1920–2012), Medizinerin, Psychiaterin und Widerstandskämpferin
- Karel Struijs (1892–1974), Wasserballspieler
- Jacoba Surie (1879–1970), Porträtmalerin
- Jan Swammerdam (1637–1680), Naturforscher, Begründer der Präformationslehre
- Nicolaas Hendrik Swellengrebel (1885–1970), Biologe, Parasitologe und Protozoologe
- Zsolt Szabó (* 1961), Politiker und Geschäftsmann

## T
- Max Tak (1891–1967), Musiker, Filmkomponist und Auslandskorrespondent
- Tante Leen (1912–1992), Volkssängerin
- Louis Tas, Pseudonym Loden Vogel (1920–2011), Mediziner und überlebender Zeitzeuge des Holocaust
- Hillegonda Henriëtte Tellekamp (1881–1982), Malerin des Impressionismus
- Coenraad Jacob Temminck (1778–1858), Zoologe
- Kenny Tete (* 1995), Fußballspieler
- Thiska Thiel-Wehrbein (1866–1941), Frauenrechtlerin und Pazifistin
- Ed van Thijn (1934–2021), Politiker, Bürgermeister von Amsterdam
- Hendricus Thijsen (1881–1946), Kunstturner
- Bep Thomas (* 1938), Fußballschiedsrichter
- Jan Timman (* 1951), Schachspieler
- Tarik Tissoudali (* 1993), marokkanisch-niederländischer Fußballspieler
- Bartha Hermina Tollius (1780–1847), Malerin und Autorin
- Adriana van Tongeren (um 1691 – 1764), Schauspielerin
- Anton Toscani (1901–1984), Geher
- Nicolaas Trakranen (1819–1890), Kaufmann und Politiker
- Sara Troost (1732–1803), Malerin
- Willem Troost (1684–1752), Landschafts- und Porträtmaler
- Nicolaes Tulp (1593–1674), Chirurg und Bürgermeister
- Frits van Tuyll van Serooskerken (1851–1924), Sportfunktionär

## U
- Daniel Louis Uyttenboogaart (1872–1947), Unternehmer, Filmproduzent und Koleopterologe

## V
- Dirk Valkenburg (1675–1721), Maler
- Maurits van der Valk (1857–1935), Landschafts- und Stilllebenmaler sowie Kunstkritiker
- Cornelia van der Veer (1639 – nach 1702), Dichterin
- Piet van der Velden (1899–1975), Wasserballspieler
- Alex Van Halen (* 1953), niederländisch-US-amerikanischer Schlagzeuger und Perkussionist (Band Van Halen)
- Eddie Van Halen (1955–2020), niederländisch-US-amerikanischer Gitarrist (Band Van Halen)
- Selma Vaz Dias (1911–1977), Schauspielerin
- Lau Veldt (* 1953), Bahnradsportler
- Johan Diderik Cornelis Veltens (1814–1894), Maler, Zeichner und Lithograf
- Sem Verbeek (* 1994), Tennisspieler
- Marion Verbruggen (* 1950), Blockflötistin
- Jacob Verdam (1845–1919), Niederlandist
- Rob Verdurmen (* 1953), Jazzmusiker
- Paul Verhoeven (* 1938), Filmregisseur
- Jan Verleun (1919–1944), Widerstandskämpfer
- Wouterus Verschuur (1812–1874), Maler und Lithograph
- Hendrik Frensch Verwoerd (1901–1966), südafrikanischer Politiker
- Elisabeth Verwoert (1836–1905), Malerin und Zeichnerin
- Anouk Vetter (* 1993), Leichtathletin
- François de Vicq (1646–1707), Patrizier, Verwalter und Politiker
- Derck de Vilder (* 1998), Hockeyspieler
- Jo Vincent (1898–1989), Konzertsängerin und Gesangslehrerin
- Philips Vingboons (1607 oder 1608–1678), Architekt
- Henricus Egbertus Vinke (1794–1862), reformierter Theologe
- Simon Vinkenoog (1928–2009), Schriftsteller und Dichter
- Anna Roemers Visscher (1583–1651), Künstlerin, Dichterin und Übersetzerin
- Cornelis Visscher (1629–1662), Kupferstecher
- Elizabeth Visser (1908–1987), Althistorikerin
- Ruben Visser (* 1989), Pokerspieler
- Kees Vlak (1938–2014), Komponist und Musiker
- Samuel de Vletter (1816–1844), Maler und Radierer
- Petronella Vlieg († 1737), Schauspielerin
- Martinus Vlietman (1900–1970), Radrennfahrer
- Reinier Voet (* 1962), Jazzmusiker
- Henk Vonhoff (1931–2010), Politiker
- Hans Vonk (1942–2004), Dirigent
- Henk Voorn (1921–2008), Papierhistoriker, Wasserzeichenforscher und Redakteur
- Herman Jacob van der Voort in de Betouw (1847–1902), Maler
- Roosje Vos (1860–1932), Gewerkschaftsführerin, Feministin und Politikerin
- Jan Vos (1611–1667), Glasmacher und Dramatiker
- Maria Vos (1824–1906), Malerin
- Silvano Vos (* 2005), niederländisch-surinamischer Fußballspieler
- Elles Voskes (* 1964), Schwimmerin
- Petronella Voûte (1804–1877), Sozialreformerin
- Jan de Vries (1858–1940), Mathematiker

## W
- Sam Waagenaar (1908–1997), Fotograf und Autor, Biograph Mata Haris
- Nicolaas van der Waay (1855–1936), Maler
- Bartel Leendert van der Waerden (1903–1996), Mathematiker
- Tini Wagner (1919–2004), Schwimmerin
- Carl August Walbrodt (1871–1902), deutscher Schachspieler
- Herman Tammo Wallinga (1925–2018), Althistoriker
- Bruno Walrave (1939–2022), Radsportler und Schrittmacher
- Gabriëlla Wammes (* 1985), Kunstturnerin
- Marie Wandscheer (1856–1936), Malerin
- Carel van Wankum (1896–1961), Ruderer
- Mathilde Wantenaar (* 1993), Komponistin
- Anna Weber-van Bosse (1852–1942), Botanikerin, Algologin
- Maria Weenix (1697–1774), Malerin
- Ashleigh Weerden (* 1999), Fußballspielerin
- Adriaan Willem Weissman (1858–1923), Architekt
- Tim Welvaars (* 1951), Jazzmusiker
- Anton Wendler (1934–2017), österreichischer Opernsänger (Tenor)
- Frits Went (1863–1935), Botaniker
- Rosy Wertheim (1888–1949), Komponistin, Pianistin und Musikpädagogin
- Betsy Westendorp-Osieck (1880–1968), Malerin
- Abraham de Wicquefort (1606–1682), Diplomat in brandenburgischen und braunschweigischen Diensten
- Gregory van der Wiel (* 1988), Fußballspieler
- Albertus Wielsma (1883–1968), Ruderer
- Martin Wierstra (1928–1985), Bahnradsportler
- Henricus Franciscus Wiertz (1784–1858), Genre-, Stillleben- und Landschaftsmaler sowie Lithograf
- Jan Wijn (1934–2022), klassischer Pianist und Musikpädagoge
- Barend Wijnveld (1820–1902), Maler und Kunstpädagoge
- Maria de Wilde (1682–1729), Zeichnerin und Dichterin
- Ko Willems (1900–1983), Radrennfahrer
- Wilhelm Ferdinand Willink van Collen (1847–1878), Maler und Mäzen
- Howard Wing (1916–2008), chinesischer Radrennfahrer
- Andries Winius (1605–1662), Kaufmann, Industrieller und Diplomat
- David Alexandre Winter (* 1943), Schlagersänger
- Hendrik de Winter (1717–1790), Zeichner und Kunsthändler
- Lucretia Johanna van Winter (1785–1845), Kunstsammlerin
- Herman de Wit (1932–1995), Jazzmusiker
- Ernst Witkamp (1854–1897), Genremaler, Illustrator und Radierer
- Jan Wolff (1941–2012), Musiker und Musikmanager (Muziekgebouw aan ’t IJ)
- Henriette Wolters (1692–1741), Miniaturenmalerin
- Lara Wolters (* 1986), Politikerin, Mitglied des Europäischen Parlaments
- Elsa Woutersen-van Doesburgh (1875–1957), Malerin
- Marie Wuytiers (1865–1944), Malerin

## Z
- Annie Nicolette Zadoks-Josephus Jitta (1904–2000), Numismatikerin und Klassische Archäologin
- Philip Van Zandt (1904–1958), niederländisch-amerikanischer Schauspieler
- Deyovaisio Zeefuik (* 1998), Fußballspieler
- Cor Zegger (1897–1961), Schwimmer
- Anne Zernike (1887–1972), Theologin
- Elisabeth Zernike (1891–1982), Schriftstellerin
- Frits Zernike (1888–1966), Physiker
- Ramiz Zerrouki (* 1998), niederländisch-algerischer Fußballspieler
- Agatha Zethraeus (1872–1966), Malerin
- Klaartje de Zwarte-Walvisch (1911–1943), Holocaustopfer und Tagebuchschreiberin
- Bernard Zweers (1854–1924), Komponist
- Guillaume François Zweerts (1876–1955), Fußballspieler